# Gillertjärnen (Sundsjö socken, Jämtland, 698715-147526)
Gillertjärnen är en sjö i Bräcke kommun i Jämtland och ingår i Ljungans huvudavrinningsområde.